# Monte San Biagio (Maratea)
Il Monte San Biagio (m. 623 s.l.m.) è un monte dell'Appennino lucano, interamente contenuto nel territorio del comune di Maratea.
Nel 2012 l'intera montagna, per il suo patrimonio naturale, paesaggistico, storico ed artistico, è stata dichiarata una delle Meraviglie Italiane da parte del Forum Nazionale Giovani.

## Storia
Le prime frequentazioni umane sul monte accertate dall'archeologia risalgono all'epoca romana. 
La tradizione popolare di Maratea vuole che, in epoca classica, il monte ospitasse un tempio dedicato alla dea Minerva, e che pertanto si chiamasse monte Minerva.
Nel Medioevo ospitò l'unica cellula abitata del territorio marateota, e qui vi nacque il cosiddetto Castello, cioè l'antica Maratea fortificata da mura e protetta naturalmente dalle pareti rocciose del monte.
Assunse il suo attuale nome in seguito all'arrivo delle reliquie di San Biagio di Sebaste a Maratea.

## Geografia
Il monte domina il paesaggio costiero di Maratea.
Morfologicamente questo monte è una continuazione del rilievo del Monte Crivo (1277 m), che si estende quasi a picco sul mar Tirreno.
Oggi il suo aspetto è dominato dalla colossale statua del Redentore, che si trova sul suo sperone roccioso più alto.